# السياني (إب)
السياني هي مدينة يمنية  في محافظة إب، وهي مركز مديرية السياني، بلغ تعداد سكانها 2604 نسمة حسب الإحصاء الذي أجري عام 2004.

## الأحياء والحارات
| الحارة | عدد المساكن | عدد الأسر | الذكور | الأناث | الإجمالي |
| ------ | ----------- | --------- | ------ | ------ | -------- |